# Leichtathletik-Weltmeisterschaften 1987
| Medaillenspiegel (Endstand nach 43 Entscheidungen) | Medaillenspiegel (Endstand nach 43 Entscheidungen) | Medaillenspiegel (Endstand nach 43 Entscheidungen) | Medaillenspiegel (Endstand nach 43 Entscheidungen) | Medaillenspiegel (Endstand nach 43 Entscheidungen) | Medaillenspiegel (Endstand nach 43 Entscheidungen) |
| Platz                                              | Land                                               | Gold                                               | Silber                                             | Bronze                                             | Gesamt                                             |
| -------------------------------------------------- | -------------------------------------------------- | -------------------------------------------------- | -------------------------------------------------- | -------------------------------------------------- | -------------------------------------------------- |
| 1                                                  | DDR                                                | 10                                                 | 11                                                 | 10                                                 | 31                                                 |
| 2                                                  | USA                                                | 10                                                 | 4                                                  | 6                                                  | 20                                                 |
| 3                                                  | Sowjetunion                                        | 7                                                  | 12                                                 | 6                                                  | 25                                                 |
| 4                                                  | Bulgarien                                          | 3                                                  | –                                                  | 1                                                  | 4                                                  |
| 5                                                  | Kenia                                              | 3                                                  | –                                                  | –                                                  | 3                                                  |
| 6                                                  | Italien                                            | 2                                                  | 2                                                  | 1                                                  | 5                                                  |
| 7                                                  | Großbritannien                                     | 1                                                  | 3                                                  | 4                                                  | 8                                                  |
| 8                                                  | Portugal                                           | 1                                                  | 1                                                  | –                                                  | 2                                                  |
| 9                                                  | Finnland                                           | 1                                                  | –                                                  | –                                                  | 1                                                  |
| 9                                                  | Marokko                                            | 1                                                  | –                                                  | –                                                  | 1                                                  |
| 9                                                  | Norwegen                                           | 1                                                  | –                                                  | –                                                  | 1                                                  |
| 9                                                  | Schweden                                           | 1                                                  | –                                                  | –                                                  | 1                                                  |
| 9                                                  | Schweiz                                            | 1                                                  | –                                                  | –                                                  | 1                                                  |
| 9                                                  | Somalia                                            | 1                                                  | –                                                  | –                                                  | 1                                                  |
| Vollständiger Medaillenspiegel                     |                                                    |                                                    |                                                    |                                                    |                                                    |

Die 2. Leichtathletik-Weltmeisterschaften fanden vom 28. August bis 6. September 1987 in der italienischen Hauptstadt Rom statt. Mit Ausnahme der Marathonläufe und der Gehwettbewerbe wurden die Wettkämpfe im Olympiastadion von 1960 ausgetragen. Es nahmen 1741 Athleten aus 157 Ländern teil.

## Wettbewerbe
Neu in das Weltmeisterschaftsprogramm wurden bei den Frauen das 10-km-Gehen und der 10.000-Meter-Lauf aufgenommen. So kam für die Frauen erstmals ein Gehwettbewerb in den Wettkampfkalender, dessen Länge 1999 auf die bei den Männern schon lange üblichen 20 Kilometer angehoben wurde. Es gab nun bei den Frauen wie auch bei den Männern drei Langstrecken, die kürzere wurde bei den Frauen über 3000 Meter, bei den Männern über 5000 Meter ausgetragen. Das änderte sich 1995, als die Distanz für die Frauen dem Männerprogramm entsprechend angepasst wurde. Der 10.000-Meter- und der Marathonlauf wurden für beide Geschlechter in derselben Form seit 1987 angeboten.

## Sportliche Leistungen
Auch die zweite Austragung der Leichtathletik-Weltmeisterschaften war von einem hohen Leistungsniveau geprägt.
- Es gab zwei Weltrekorde:
  - 100 Meter Männer – Carl Lewis (USA): 9,93 s (Egalisierung der Bestmarke von Calvin Smith aus dem Jahr 1983)
  - Hochsprung Frauen – Stefka Kostadinowa (Bulgarien): 2,09 m
- Es wurden sieben Kontinentalrekorde aufgestellt:
  - 400 Meter Männer – Thomas Schönlebe (DDR): Europarekord in 44,33 s
  - 400 Meter Hürden Männer – Harald Schmid (BR Deutschland): Europarekord (egalisiert) in 47,48 s
  - 4 × 100 m Männer – Sowjetunion in der Besetzung Alexandr Jewgenjew, Wiktor Bryshin, Wladimir Murawjow, Wladimir Krylow: Europarekord in 38,02 s
  - 4 × 400 m Männer – Großbritannien in der Besetzung Derek Redmond, Kriss Akabusi, Roger Black, Philip Brown: Europarekord in 2:58,86 min
  - Dreisprung Männer – Christo Markow (Bulgarien): Europarekord mit 17,92 m
  - 800 Meter Frauen – Ana Fidelia Quirot (Kuba): Amerikarekord in 1:55,85 min
  - Siebenkampf Frauen – Zhu Yuqing (Volksrepublik China): Asienrekord in 6211 P
- Außerdem waren vier Landesrekorde zu verzeichnen:
  - 10.000 Meter Männer – Spyros Andriopoulos (Griechenland): griechischer Rekord in 28:07,17 min
  - 4 × 400 m Männer – Kuba in der Besetzung Leandro Peñalver, Agustin Pavó, Lázaro Martínez, Roberto Hernández: kubanischer Rekord in 2:59,16 min
  - 4 × 400 m Männer – BR Deutschland in der Besetzung Norbert Dobeleit, Mark Henrich, Edgar Itt, Harald Schmid: bundesdeutscher Rekord in 2:59,96 min
  - 800 Meter Frauen – Sigrun Wodars (DDR): DDR-Rekord in 1:55,26 min
- Darüber hinaus wurden 37 Weltmeisterschaftsrekorde in 35 Disziplinen aufgestellt.

## Doping
Es gab drei nachträglich festgestellte Dopingfälle mit Disqualifikationen der betreffenden Sportler:
- Ben Johnson (Kanada) – 100 Meter, zunächst Erster in Weltrekordzeit / 4 × 100 m, zunächst Rang vier mit der kanadischen Staffel. Johnson wurde drei Tage nach seinem Olympiasieg 1988 positiv auf Stanozolol getestet und musste seine Goldmedaille abgeben. Auch seine Resultate bei diesen Weltmeisterschaften wurden annulliert, weil er zugab, schon zuvor gegen die Dopingbestimmungen verstoßen zu haben. Er wurde zunächst für zwei Jahre gesperrt, musste jedoch nach seiner Rückkehr in den Leistungssport eine lebenslange Sperre hinnehmen, weil ihm erneut ein Dopingverstoß nachgewiesen wurde.[1][2]
- Angella Issajenko, frühere Angella Taylor (Kanada) – 100 Meter, zunächst Fünfte / 4 × 100 m, zunächst auf Platz sechs. Angella Issajenko war im Dopingfall Ben Johnson involviert. Sie gehörte unter Charlie Francis derselben Trainingsgruppe an wie Johnson. Der für die Dopingpräparate verantwortliche Arzt George Astaphan war ebenso für Issajenko wie auch für Johnson zuständig. Nachdem Ben Johnson des Dopingvergehens überführt war, legte Issajenko zahlreiche Dopingpraktiken offen und gestand ein, dass auch sie selber gedopt hatte. Sie erhielt daraufhin eine Sperre, unter anderem ihre bei diesen Weltmeisterschaften erzielten Resultate wurden annulliert.[3][4]
- Sandra Gasser (Schweiz) – 1500 Meter, zunächst Dritte. Ihre nach dem WM-Rennen abgegebene Dopingprobe wurde positiv auf Testosteron getestet. Ihre Medaille musste sie abgeben, darüber hinaus wurde sie für zwei Jahre gesperrt.[5]

## Resultate Männer

### 100 m
| Platz | Athlet               | Land | Zeit (s)  |
| ----- | -------------------- | ---- | --------- |
| 1     | Carl Lewis           | USA  | 09,93 WRe |
| 2     | Raymond Stewart      | JAM  | 10,08     |
| 3     | Linford Christie     | GBR  | 10,14     |
| 4     | Attila Kovács        | HUN  | 10,20     |
| 5     | Wiktor Bryshin       | URS  | 10,25     |
| 6     | Lee McRae            | USA  | 10,34     |
| 7     | Pierfrancesco Pavoni | ITA  | 16,23     |
|       | Ben Johnson          | CAN  | DOP       |

Finale: 30. August 1987
Wind: +0,95 m/s
In diesem Rennen gab es einen Dopingfall:

Der Kanadier Ben Johnson, zunächst Erster in Weltrekordzeit, wurde drei Tage nach seinem Olympiasieg 1988 positiv auf Stanozolol getestet und musste seine Goldmedaille abgeben. Auch seine Resultate bei diesen Weltmeisterschaften – neben dem ursprünglichen Rang eins über 100 Meter auch der vierte Platz der kanadischen 4-mal-100-Meter-Staffel – wurden annulliert, weil er zugab, schon zuvor gegen die Dopingbestimmungen verstoßen zu haben.  Er wurde zunächst für zwei Jahre gesperrt, musste jedoch nach seiner Rückkehr in den Leistungssport eine lebenslange Sperre hinnehmen, weil ihm erneut ein Dopingverstoß nachgewiesen wurde.

### 200 m
| Platz | Athlet               | Land | Zeit (s) |
| ----- | -------------------- | ---- | -------- |
| 1     | Calvin Smith         | USA  | 20,16    |
| 2     | Gilles Quenéhervé    | FRA  | 20,16    |
| 3     | John Regis           | GBR  | 20,18    |
| 4     | Robson da Silva      | BRA  | 20,22    |
| 5     | Wladimir Krylow      | URS  | 20,23    |
| 6     | Floyd Heard          | USA  | 20,25    |
| 7     | Pierfrancesco Pavoni | ITA  | 20,45    |
| 8     | Atlee Mahorn         | CAN  | 20,78    |

Finale: 3. September 1987
Wind: −0,4 m/s

### 400 m
| Platz | Athlet            | Land | Zeit (s) |
| ----- | ----------------- | ---- | -------- |
| 1     | Thomas Schönlebe  | GDR  | 44,33 ER |
| 2     | Innocent Egbunike | NGR  | 44,56    |
| 3     | Harry Reynolds    | USA  | 44,80    |
| 4     | Roberto Hernández | CUB  | 44,99    |
| 5     | Derek Redmond     | GBR  | 45,08    |
| 6     | David Kitur       | KEN  | 45,34    |
| 7     | Gabriel Tiacoh    | CIV  | 46,27    |
| 8     | Roddie Haley      | USA  | 46,77    |

Finale: 3. September 1987
Vizeweltmeister Innocent Egbunike hatte im Halbfinale mit 44,26 s einen neuen Weltmeisterschaftsrekord aufgestellt.

### 800 m
| Platz | Athlet            | Land | Zeit (min) |
| ----- | ----------------- | ---- | ---------- |
| 1     | Billy Konchellah  | KEN  | 1:43,06 CR |
| 2     | Peter Elliott     | GBR  | 1:43,41    |
| 3     | José Luíz Barbosa | BRA  | 1:43,76    |
| 4     | Ryszard Ostrowski | POL  | 1:44,59    |
| 5     | Faouzi Lahbi      | MAR  | 1:44,83    |
| 6     | Stephen Ole Marai | KEN  | 1:44,84    |
| 7     | Slobodan Popović  | YUG  | 1:45,07    |
| 8     | Tom McKean        | GBR  | 1:49,21    |

Finale: 1. September 1987

### 1500 m
| Platz | Athlet             | Land | Zeit (min) |
| ----- | ------------------ | ---- | ---------- |
| 1     | Abdi Bile          | SOM  | 3:36,80    |
| 2     | José Luis González | ESP  | 3:38,03    |
| 3     | Jim Spivey         | USA  | 3:38,82    |
| 4     | Joseph Chesire     | KEN  | 3:39,36    |
| 5     | Omer Khalifa       | SUD  | 3:39,81    |
| 6     | Jens-Peter Herold  | GDR  | 3:40,14    |
| 7     | Michael Hillardt   | AUS  | 3:40,23    |
| 8     | Steve Cram         | GBR  | 3:41,19    |

Finale: 6. September 1987

### 5000 m
| Platz | Athlet            | Land | Zeit (min) |
| ----- | ----------------- | ---- | ---------- |
| 1     | Saïd Aouita       | MAR  | 13:26,44   |
| 2     | Domingos Castro   | POR  | 13:27,59   |
| 3     | Jack Buckner      | GBR  | 13:27,74   |
| 4     | Pierre Délèze     | SUI  | 13:28,06   |
| 5     | Vincent Rousseau  | BEL  | 13:28,56   |
| 6     | Ewgeni Ignatow    | BUL  | 13:29,68   |
| 7     | Timothy Hutchings | GBR  | 13:30,01   |
| 8     | Dionísio Castro   | POR  | 13:30,94   |

Finale: 6. September 1987

### 10.000 m
| Platz | Athlet              | Land | Zeit (min)  |
| ----- | ------------------- | ---- | ----------- |
| 1     | Paul Kipkoech       | KEN  | 27:38,63 CR |
| 2     | Francesco Panetta   | ITA  | 27:48,98    |
| 3     | Hansjörg Kunze      | GDR  | 27:50,37    |
| 4     | Arturo Barrios      | MEX  | 27:59,66    |
| 5     | Steve Binns         | GBR  | 28:03,08    |
| 6     | Martin Vrábel       | TCH  | 28:05,59    |
| 7     | Spyros Andriopoulos | GRE  | 28:07,17 NR |
| 8     | Steve Plasencia     | USA  | 28:11,38    |

Datum: 29. August 1987

### Marathon
| Platz | Athlet            | Land | Zeit (h) |
| ----- | ----------------- | ---- | -------- |
| 1     | Douglas Wakiihuri | KEN  | 2:11:48  |
| 2     | Ahmed Salah       | DJI  | 2:12:30  |
| 3     | Gelindo Bordin    | ITA  | 2:12:40  |
| 4     | Steve Moneghetti  | AUS  | 2:12:49  |
| 5     | Hugh Jones        | GBR  | 2:12:54  |
| 6     | Juma Ikangaa      | TAN  | 2:13:43  |
| 7     | Orlando Pizzolato | ITA  | 2:14:03  |
| 8     | Rawil Kaschapow   | URS  | 2:14:41  |

Datum: 6. September 1987

### 110 m Hürden
| Platz | Athlet           | Land | Zeit (s) |
| ----- | ---------------- | ---- | -------- |
| 1     | Greg Foster      | USA  | 13,21    |
| 2     | Jonathan Ridgeon | GBR  | 13,29    |
| 3     | Colin Jackson    | GBR  | 13,38    |
| 4     | Jack Pierce      | USA  | 13,41    |
| 5     | Igors Kazanovs   | URS  | 13,48    |
| 6     | Carlos Sala      | ESP  | 13,55    |
| 7     | Mark McKoy       | CAN  | 13,71    |
| DNS   | Arto Bryggare    | FIN  |          |

Finale: 3. September 1987
Wind: +0,50 m/s

### 400 m Hürden
| Platz | Athlet        | Land | Zeit (s)  |
| ----- | ------------- | ---- | --------- |
| 1     | Edwin Moses   | USA  | 47,46 CR  |
| 2     | Danny Harris  | USA  | 47,48     |
| 3     | Harald Schmid | FRG  | 47,48 ERe |
| 4     | Sven Nylander | SWE  | 48,37     |
| 5     | Amadou Dia Ba | SEN  | 48,37     |
| 6     | Henry Amike   | NGR  | 48,63     |
| 7     | Kriss Akabusi | GBR  | 48,74     |
| 8     | José Alonso   | ESP  | 49,46     |

Finale: 1. September 1987

### 3000 m Hindernis
| Platz | Athlet            | Land | Zeit (min) |
| ----- | ----------------- | ---- | ---------- |
| 1     | Francesco Panetta | ITA  | 8:08,57 CR |
| 2     | Hagen Melzer      | GDR  | 8:10,32    |
| 3     | William Van Dijck | BEL  | 8:12,18    |
| 4     | Brian Diemer      | USA  | 8:14,46    |
| 5     | Graeme Fell       | CAN  | 8:16,46    |
| 6     | Henry Marsh       | USA  | 8:17,78    |
| 7     | Peter Koech       | KEN  | 8:20,08    |
| 8     | Patrick Sang      | KEN  | 8:20,45    |

Finale: 5. September 1987

### 4 × 100 m Staffel
| Platz | Land                | Athleten | Zeit (s) |
| ----- | ------------------- | --- | -------- |
| 1     | USA                 | Lee McRae Lee McNeill Harvey Glance Carl Lewis (Finale) im Vorlauf/Halbfinale außerdem: Dennis Mitchell                     | 37,90    |
| 2     | Sowjetunion         | Alexandr Jewgenjew Wiktor Bryshin Wladimir Murawjow Wladimir Krylow (Halbfinale/Finale) im Vorlauf außerdem: Andrei Fedoriw | 38,02 ER |
| 3     | Jamaika             | John Mair Andrew Smith Clive Wright Raymond Stewart                                                                         | 38,41    |
| 4     | BR Deutschland      | Fritz Heer Volker Westhagemann Christian Haas Norbert Dobeleit                                                              | 38,73    |
| 5     | Ungarn              | István Nagy László Karaffa István Tatár Attila Kovács                                                                       | 39,04    |
| 6     | Italien             | Ezio Madonia Domenico Gorla Paolo Catalano Pierfrancesco Pavoni im Vorlauf/Halbfinale außerdem: Stefano Tilli               | 39,62    |
| 7     | Volksrepublik China | Li Tao Cai Jianming Li Feng Zheng Chen                                                                                      | 39,93    |
| DOP   | Kanada              | Ben Johnson Atlee Mahorn Desai Williams Mike Dwyer                                                                          |          |

Finale: 6. September 1987
In diesem Rennen gab es einen Dopingfall:

Der Kanadier Ben Johnson wurde drei Tage nach seinem Olympiasieg 1988 positiv auf Stanozolol getestet und musste seine Goldmedaille abgeben. Auch seine Resultate bei diesen Weltmeisterschaften – Rang eins über 100 Meter und Rang vier mit der kanadischen 4-mal-100-Meter-Staffel – wurden annulliert, weil Johnson zugab, schon zuvor gegen die Dopingbestimmungen verstoßen zu haben.  Er wurde zunächst für zwei Jahre gesperrt, musste jedoch nach seiner Rückkehr in den Leistungssport eine lebenslange Sperre hinnehmen, weil ihm erneut ein Dopingverstoß nachgewiesen wurde.

### 4 × 400 m Staffel
| Platz | Land           | Athleten | Zeit (min) |
| ----- | -------------- | --- | ---------- |
| 1     | USA            | Danny Everett Roddie Haley (Finale) Antonio McKay Harry Reynolds (Finale) im Vorlauf/Halbfinale außerdem: Michael Franks Raymond Pierre | 2:57,29 CR |
| 2     | Großbritannien | Derek Redmond (Finale) Kriss Akabusi Roger Black (Finale) Philip Brown im Vorlauf/Halbfinale außerdem: Mark Thomas Todd Bennett         | 2:58,86 ER |
| 3     | Kuba           | Leandro Peñalver Agustin Pavó Lázaro Martínez Roberto Hernández                                                                         | 2:59,16 NR |
| 4     | BR Deutschland | Norbert Dobeleit (Finale) Mark Henrich Edgar Itt Harald Schmid (Finale) im Vorlauf außerdem: Peter Schwelm Klaus Just                   | 2:59,96 BR |
| 5     | Kenia          | Joseph Sainah John Anzrah Elijah Bitok David Kitur (Halbfinale/Finale) im Vorlauf außerdem: Tito Sawe                                   | 3:01,67    |
| 6     | Jamaika        | Mark Senior Devon Morris Winthrop Graham Bert Cameron                                                                                   | 3:04,53    |
| DNF   | Sowjetunion    | Jewgeni Lomtjew Wladimir Prosin Alexander Kurotschkin Wladimir Krylow (Finale) im Vorlauf außerdem: Arkadi Kornilow                     |            |
| DNS   | Nigeria        | Moses Ugbisie Joseph Falaye Henry Amike Innocent Egbunike                                                                               |            |

Finale: 6. September 1987

### 20 km Gehen
| Platz | Athlet            | Land | Zeit (h)   |
| ----- | ----------------- | ---- | ---------- |
| 1     | Maurizio Damilano | ITA  | 1:20:45 CR |
| 2     | Jozef Pribilinec  | TCH  | 1:21:07    |
| 3     | José Marín        | ESP  | 1:21:24    |
| 4     | Wiktor Mostowik   | URS  | 1:21:53    |
| 5     | Carlo Mattioli    | ITA  | 1:22:53    |
| 6     | Roman Mrázek      | TCH  | 1:23:01    |
| 7     | Jean-Claude Corre | FRA  | 1:23:38    |
| 8     | Querubín Moreno   | COL  | 1:23:42    |

Datum: 30. August 1987

### 50 km Gehen
| Platz | Athlet                | Land | Zeit (h)   |
| ----- | --------------------- | ---- | ---------- |
| 1     | Hartwig Gauder        | GDR  | 3:40:53 CR |
| 2     | Ronald Weigel         | GDR  | 3:41:30    |
| 3     | Wjatscheslaw Iwanenko | URS  | 3:44:02    |
| 4     | Raffaello Ducceschi   | ITA  | 3:47:49    |
| 5     | Martín Bermúdez       | MEX  | 3:48:27    |
| 6     | Sandro Bellucci       | ITA  | 3:48:52    |
| 7     | Pavol Szikora         | TCH  | 3:49:44    |
| 8     | Arturo Bravo          | MEX  | 3:52:08    |

Datum: 5. September 1987

### Hochsprung
| Platz | Athlet              | Land | Höhe (m) |
| ----- | ------------------- | ---- | -------- |
| 1     | Patrik Sjöberg      | SWE  | 2,38 CR  |
| 2     | Hennadij Awdjejenko | URS  | 2,38 CR  |
| 2     | Igor Paklin         | URS  | 2,38 CR  |
| 4     | Dietmar Mögenburg   | FRG  | 2,35     |
| 5     | Clarence Saunders   | BER  | 2,32     |
| 6     | Sorin Matei         | ROM  | 2,32     |
| 7     | Ján Zvara           | TCH  | 2,32     |
| 8     | Carlo Thränhardt    | FRG  | 2,29     |

Finale: 6. September 1987

### Stabhochsprung
| Platz | Athlet           | Land | Höhe (m) |
| ----- | ---------------- | ---- | -------- |
| 1     | Serhij Bubka     | URS  | 5,85 CR  |
| 2     | Thierry Vigneron | FRA  | 5,80     |
| 3     | Rodion Gataullin | URS  | 5,80     |
| 4     | Marian Kolasa    | POL  | 5,80     |
| 5     | Earl Bell        | USA  | 5,70     |
| 5     | Nikolaj Nikolow  | BUL  | 5,70     |
| 7     | Delko Lessew     | BUL  | 5,60     |
| 8     | Atanas Tarew     | BUL  | 5,60     |

Finale: 5. September 1987

### Weitsprung
| Platz | Athlet               | Land | Weite (m) |
| ----- | -------------------- | ---- | --------- |
| 1     | Carl Lewis           | USA  | 8,67 CR   |
| 2     | Robert Emmijan       | URS  | 8,53      |
| 3     | Larry Myricks        | USA  | 8,33      |
| 4     | Giovanni Evangelisti | ITA  | 8,19      |
| 5     | Jens Hirschberg      | GDR  | 8,16      |
| 6     | Jaime Jefferson      | CUB  | 8,14      |
| 7     | Wladimir Amidschinow | BUL  | 8,11      |
| 8     | Mike Conley          | USA  | 8,10      |

Finale: 5. September 1987
Giovanni Evangelisti brachte sich mit seinem letzten – mit 8,38 m gemessenen – Sprung zunächst auf den Bronzeplatz und verdrängte damit Larry Myricks, der zuvor mit 8,33 m hinter Carl Lewis und Robert Emmijan den dritten Rang belegt hatte. Evangelisti wurde daher zunächst mit der Bronzemedaille ausgezeichnet.
Durch Computerauswertungen, unter anderem des Deutschen Helmar Hommel, stellte sich im Nachhinein heraus, dass Evangelistis letzter Sprung maximal 7,80 m betragen haben konnte, sodass nun von einer bewussten Fehlentscheidung der Kampfrichter zugunsten ihres Landsmannes Evangelisti ausgegangen wurde. Der wohl unbeteiligte Evangelisti wurde nachträglich mit seinem real besten Sprung von 8,19 m auf Platz vier gewertet, während Myricks die Bronzemedaille erhielt.

### Dreisprung
| Platz | Athlet              | Land | Weite (m)   |
| ----- | ------------------- | ---- | ----------- |
| 1     | Christo Markow      | BUL  | 17,92 CR/ER |
| 2     | Mike Conley Sr.     | USA  | 17,67       |
| 3     | Oleg Sakirkin       | URS  | 17,43       |
| 4     | Alexander Kowalenko | URS  | 17,38       |
| 5     | Jacek Pastusinski   | POL  | 17,35       |
| 6     | Joseph Taiwo        | NGR  | 17,29       |
| 7     | Peter Bouschen      | FRG  | 17,26       |
| 8     | Oleg Prozenko       | URS  | 17,23       |

Finale: 31. August 1987

### Kugelstoßen
| Platz | Athlet             | Land | Weite (m) |
| ----- | ------------------ | ---- | --------- |
| 1     | Werner Günthör     | SUI  | 22,23 CR  |
| 2     | Alessandro Andrei  | ITA  | 21,88     |
| 3     | John Brenner       | USA  | 21,75     |
| 4     | Remigius Machura   | TCH  | 21,39     |
| 5     | Ulf Timmermann     | GDR  | 21,35     |
| 6     | Udo Beyer          | GDR  | 21,13     |
| 7     | Klaus Bodenmüller  | AUT  | 20,41     |
| 8     | Sergei Gawrjuschin | URS  | 20,15     |

Finale: 29. August 1987

### Diskuswurf
| Platz | Athlet               | Land | Weite (m) |
| ----- | -------------------- | ---- | --------- |
| 1     | Jürgen Schult        | GDR  | 68,74 CR  |
| 2     | John Powell          | USA  | 66,22     |
| 3     | Luis Delís           | CUB  | 66,02     |
| 4     | Rolf Danneberg       | FRG  | 65,96     |
| 5     | Wladimir Sintschenko | URS  | 65,60     |
| 6     | Romas Ubartas        | URS  | 65,50     |
| 7     | Imrich Bugár         | TCH  | 65,32     |
| 8     | Vaclavas Kidykas     | URS  | 63,64     |

Finale: 4. September 1987

### Hammerwurf
| Platz | Athlet           | Land | Weite (m) |
| ----- | ---------------- | ---- | --------- |
| 1     | Sergei Litwinow  | URS  | 83,06 CR  |
| 2     | Jüri Tamm        | URS  | 80,84     |
| 3     | Ralf Haber       | GDR  | 80,76     |
| 4     | Christoph Sahner | FRG  | 80,58     |
| 5     | Igor Nikulin     | URS  | 80,18     |
| 6     | Heinz Weis       | FRG  | 80,18     |
| 7     | Tibor Gécsek     | HUN  | 77,56     |
| 8     | Plamen Minew     | BUL  | 77,06     |

Finale: 1. September 1987

### Speerwurf
| Platz | Athlet             | Land | Weite (m) |
| ----- | ------------------ | ---- | --------- |
| 1     | Seppo Räty         | FIN  | 83,54 CR  |
| 2     | Wiktor Jewsjukow   | URS  | 82,52     |
| 3     | Jan Železný        | TCH  | 82,20     |
| 4     | Tom Petranoff      | USA  | 81,28     |
| 5     | Lew Schatilo       | URS  | 81,02     |
| 6     | Kazuhiro Mizoguchi | JPN  | 80,24     |
| 7     | Mick Hill          | GBR  | 79,66     |
| 8     | Dag Wennlund       | SWE  | 78,40     |

Finale: 30. August 1987
Erstmals wurde bei den Weltmeisterschaften ein 1986 modifizierter Speer eingesetzt. Durch den beim neuen Speer nach vorne verlagerten Schwerpunkt wurden a) die Probleme beim Messen – bedingt durch den flachen Auftreffwinkel der alten Speermodelle – sowie b) die Schwierigkeiten durch die immer größeren erzielten Weiten behoben.

### Zehnkampf
| Platz | Athlet            | Land | Punkte |
| ----- | ----------------- | ---- | ------ |
| 1     | Torsten Voss      | GDR  | 8680   |
| 2     | Siegfried Wentz   | FRG  | 8461   |
| 3     | Pawlo Tarnowezkyj | URS  | 8375   |
| 4     | Christian Plaziat | FRA  | 8307   |
| 5     | Christian Schenk  | GDR  | 8304   |
| 6     | Simon Poelman     | NZL  | 8296   |
| 7     | Alain Blondel     | FRA  | 8178   |
| 8     | Alexander Newski  | URS  | 8174   |

Datum: 3. und 4. September 1987
Gewertet wurde nach der auch heute gültigen Punktetabelle von 1985.

## Resultate Frauen

### 100 m
| Platz | Athletin          | Land | Zeit (s) |
| ----- | ----------------- | ---- | -------- |
| 1     | Silke Gladisch    | GDR  | 10,90 CR |
| 2     | Heike Drechsler   | GDR  | 11,00    |
| 3     | Merlene Ottey     | JAM  | 11,04    |
| 4     | Diane Williams    | USA  | 11,07    |
| 5     | Anelija Nunewa    | BUL  | 11,09    |
| 6     | Angela Bailey     | CAN  | 11,18    |
| 7     | Pam Marshall      | USA  | 11,19    |
| DOP   | Angella Issajenko | CAN  |          |

Finale: 30. August 1987
Wind: −0,58 m/s
In diesem Wettbewerb gab es einen Dopingfall:

Die zunächst fünftplatzierte Kanadierin Angella Issajenko, frühere Angella Taylor, war im Dopingfall Ben Johnson involviert. Sie gehörte unter Charlie Francis derselben Trainingsgruppe an wie Johnson. Der für die Dopingpräparate verantwortliche Arzt George Astaphan war ebenso für Issajenko wie auch für Johnson zuständig. Nachdem Ben Johnson des Dopingvergehens überführt war, legte Issajenko zahlreiche Dopingpraktiken offen und gestand ein, dass auch sie selber gedopt hatte. Sie erhielt daraufhin eine Sperre, unter anderem ihre bei diesen Weltmeisterschaften erzielten Resultate über 100 Meter und mit der 4-mal-100-Meter-Staffel (zunächst Platz sechs) wurden annulliert.

### 200 m
| Platz | Athletin                 | Land | Zeit (s) |
| ----- | ------------------------ | ---- | -------- |
| 1     | Silke Gladisch           | GDR  | 21,74 CR |
| 2     | Florence Griffith-Joyner | USA  | 21,96    |
| 3     | Merlene Ottey            | JAM  | 22,06    |
| 4     | Pam Marshall             | USA  | 22,18    |
| 5     | Gwen Torrence            | USA  | 22,40    |
| 6     | Mary Onyali              | NGR  | 22,52    |
| 7     | Ewa Kasprzyk             | POL  | 22,52    |
| 8     | Nadeschda Georgiewa      | BUL  | 22,55    |

Finale: 3. September 1987
Wind: +1,16 m/s

### 400 m
| Platz | Athletin           | Land | Zeit (s) |
| ----- | ------------------ | ---- | -------- |
| 1     | Olha Bryshina      | URS  | 49,38    |
| 2     | Petra Müller       | GDR  | 49,94    |
| 3     | Kirsten Emmelmann  | GDR  | 50,20    |
| 4     | Marija Pinigina    | URS  | 50,53    |
| 5     | Lillie Leatherwood | USA  | 50,82    |
| 6     | Jillian Richardson | CAN  | 51,03    |
| 7     | Diane Dixon        | USA  | 51,13    |
| 8     | Olga Nasarowa      | URS  | 51,20    |

Finale: 31. August 1987

### 800 m
| Platz | Athletin              | Land | Zeit (min) |
| ----- | --------------------- | ---- | ---------- |
| 1     | Sigrun Wodars         | GDR  | 1:55,26 NR |
| 2     | Christine Wachtel     | GDR  | 1:55,32    |
| 3     | Ljubow Gurina         | URS  | 1:55,56    |
| 4     | Ana Fidelia Quirot    | CUB  | 1:55,84 AM |
| 5     | Jarmila Kratochvílová | TCH  | 1:57,81    |
| 6     | Mitica Junghiatu      | ROM  | 1:59,66    |
| 7     | Nadija Olisarenko     | URS  | 2:00,28    |
| 8     | Slobodanka Čolović    | YUG  | 2:02,09    |

Finale: 31. August 1987

### 1500 m
| Platz | Athletin          | Land | Zeit (min) |
| ----- | ----------------- | ---- | ---------- |
| 1     | Tetjana Samolenko | URS  | 3:58,56 CR |
| 2     | Hildegard Körner  | GDR  | 3:58,67    |
| 3     | Doina Melinte     | ROM  | 3:59,27    |
| 4     | Cornelia Bürki    | SUI  | 3:59,90    |
| 5     | Andrea Hahmann    | GDR  | 4:00,63    |
| 6     | Kirsty Wade       | GBR  | 4:01,41    |
| 7     | Diana Richburg    | USA  | 4:01,79    |
| 8     | Elly van Hulst    | NED  | 4:03,63    |

Finale: 5. September 1987
In diesem Wettbewerb gab es einen Dopingfall:

Die nach dem WM-Rennen abgegebene Dopingprobe der zunächst drittplatzierten Schweizerin Sandra Gasser wurde positiv auf Testosteron getestet. Ihre Medaille musste sie abgeben, darüber hinaus wurde sie für zwei Jahre gesperrt.

### 3000 m
| Platz | Athletin          | Land | Zeit (min) |
| ----- | ----------------- | ---- | ---------- |
| 1     | Tetjana Samolenko | URS  | 8:38,73    |
| 2     | Maricica Puică    | ROM  | 8:39,45    |
| 3     | Ulrike Bruns      | GDR  | 8:40,30    |
| 4     | Cornelia Bürki    | SUI  | 8:40,31    |
| 5     | Jelena Romanowa   | URS  | 8:41,33    |
| 6     | Elly van Hulst    | NED  | 8:42,56    |
| 7     | Yvonne Murray     | GBR  | 8:43,94    |
| 8     | Wendy Sly         | GBR  | 8:45,85    |

Finale: 1. September 1987

### 10.000 m
| Platz | Athletin           | Land | Zeit (min)  |
| ----- | ------------------ | ---- | ----------- |
| 1     | Ingrid Kristiansen | NOR  | 31:05,85 CR |
| 2     | Olena Schupijewa   | URS  | 31:09,40    |
| 3     | Kathrin Ullrich    | GDR  | 31:11,34 NR |
| 4     | Olga Bondarenko    | URS  | 31:18,38    |
| 5     | Liz McColgan       | GBR  | 31:19,82    |
| 6     | Lynn Jennings      | USA  | 31:45,43    |
| 7     | Albertina Machado  | POR  | 31:46,61    |
| 8     | Wang Xiuting       | CHN  | 31:48,88    |

Datum: 6. September 1987

### Marathon
| Platz | Athletin               | Land | Zeit (h)   |
| ----- | ---------------------- | ---- | ---------- |
| 1     | Rosa Mota              | POR  | 2:25:17 CR |
| 2     | Soja Iwanowa           | URS  | 2:32:38    |
| 3     | Jocelyne Villeton      | FRA  | 2:32:53    |
| 4     | Bente Moe              | NOR  | 2:33:21    |
| 5     | Alena Zuchlo           | URS  | 2:33:55    |
| 6     | Jekaterina Chramenkowa | URS  | 2:34:23    |
| 7     | Nancy Ditz             | USA  | 2:34:54    |
| 8     | Sinikka Keskitalo      | FIN  | 2:35:16    |

Datum: 29. August 1987

### 100 m Hürden
| Platz | Athletin            | Land | Zeit (s) |
| ----- | ------------------- | ---- | -------- |
| 1     | Ginka Sagortschewa  | BUL  | 12,34 CR |
| 2     | Gloria Uibel        | GDR  | 12,44    |
| 3     | Cornelia Oschkenat  | GDR  | 12,46    |
| 4     | Jordanka Donkowa    | BUL  | 12,49    |
| 5     | Anne Piquereau      | FRA  | 12,82    |
| 6     | Laurence Elloy      | FRA  | 12,83    |
| 7     | Claudia Zaczkiewicz | FRG  | 12,98    |
| 8     | LaVonna Martin      | USA  | 13,06    |

Finale: 4. September 1987
Wind: −0,5 m/s

### 400 m Hürden
| Platz | Athletin                | Land | Zeit (s) |
| ----- | ----------------------- | ---- | -------- |
| 1     | Sabine Busch            | GDR  | 53,62 CR |
| 2     | Debbie Flintoff-King    | AUS  | 54,19    |
| 3     | Cornelia Ullrich        | GDR  | 54,31    |
| 4     | Sandra Farmer           | JAM  | 54,38    |
| 5     | Tuija Helander-Kuusisto | FIN  | 54,62    |
| 6     | Ana Ambrazienė          | URS  | 55,68    |
| 7     | Schowonda Williams      | USA  | 55,86    |
| 8     | Judi Brown-King         | USA  | 56,10    |

Finale: 3. September 1987

### 4 × 100 m Staffel
| Platz | Land           | Athletinnen                                                           | Zeit (s) |
| ----- | -------------- | --------------------------------------------------------------------- | -------- |
| 1     | USA            | Alice Brown Diane Williams Florence Griffith-Joyner Pam Marshall      | 41,58 CR |
| 2     | DDR            | Silke Gladisch Cornelia Oschkenat Kerstin Behrendt Marlies Göhr       | 41,95    |
| 3     | Sowjetunion    | Irina Sljussar Natalja Pomoschtschnikowa Natalja German Olga Antonowa | 42,33    |
| 4     | Bulgarien      | Ginka Sagortschewa Anelija Nunewa Nadeschda Georgiewa Walja Demirewa  | 42,71    |
| 5     | BR Deutschland | Silke-Beate Knoll Ulrike Sarvari Andrea Thomas Ute Thimm              | 43,20    |
| 6     | Kuba           | Eusebia Riquelme Aliuska López Susana Armenteros Liliana Allen        | 43,66    |
| 7     | Frankreich     | Françoise Leroux Marie-Christine Cazier Laurence Bily Muriel Leroy    | 43,75    |
| DOP   | Kanada         | Angela Bailey Angela Phipps Angella Issajenko Keturah Anderson        |          |

Finale: 6. September 1987
In diesem Wettbewerb gab es einen Dopingfall:

Mitglied der zunächst sechstplatzierten kanadischen 4-mal-100-Meter-Staffel war Angella Issajenko, frühere Angella Taylor, die im Dopingfall Ben Johnson involviert war. Sie gehörte unter Charlie Francis derselben Trainingsgruppe an wie Johnson. Der für die Dopingpräparate verantwortliche Arzt George Astaphan war ebenso für Issajenko wie auch für Johnson zuständig. Nachdem Ben Johnson des Dopingvergehens überführt war, legte Issajenko zahlreiche Dopingpraktiken offen und gestand ein, dass auch sie selber gedopt hatte. Sie erhielt daraufhin eine Sperre, unter anderem ihre bei diesen Weltmeisterschaften erzielten Resultate über 100 Meter (zunächst Platz fünf) und mit der 4-mal-100-Meter-Staffel wurden annulliert.

### 4 × 400 m Staffel
| Platz | Land           | Athletinnen                                                                                                | Zeit (min) |
| ----- | -------------- | --- | ---------- |
| 1     | DDR            | Dagmar Neubauer Kirsten Emmelmann Petra Müller Sabine Busch (Finale) im Vorlauf außerdem: Cornelia Ullrich | 3:18,63 CR |
| 2     | Sowjetunion    | Aelita Jurtschenko Olga Nasarowa Marija Pinigina Olha Bryshina                                             | 3:19,50    |
| 3     | USA            | Diane Dixon Denean Howard-Hill Valerie Brisco-Hooks Lillie Leatherwood                                     | 3:21,04    |
| 4     | Kanada         | Charmaine Crooks Molly Killingbeck Marita Payne-Wiggins Jillian Richardson                                 | 3:24,11    |
| 5     | BR Deutschland | Ute Thimm Helga Arendt Gudrun Abt Gisela Kinzel                                                            | 3:24,94    |
| 6     | Jamaika        | Cathy Rattray-Williams Sandra Farmer-Patrick Ilrey Oliver Sandie Richards                                  | 3:27,51    |
| 7     | Frankreich     | Nathalie Simon Nadine Debois Helene Huart Fabienne Ficher                                                  | 3:27,60    |
| 8     | Bulgarien      | Zvetanka Iliewa Rossiza Stamenowa Pepa Pawlowa Juliana Marinowa                                            | 3:30,24    |

Finale: 6. September 1987

### 10 km Gehen
| Platz | Athletin          | Land | Zeit (min) |
| ----- | ----------------- | ---- | ---------- |
| 1     | Irina Strachowa   | URS  | 44:12 CR   |
| 2     | Kerry Saxby       | AUS  | 44:23      |
| 3     | Yan Hong          | CHN  | 44:42      |
| 4     | Mari Cruz Díaz    | ESP  | 44:48      |
| 5     | Jelena Nikolajewa | URS  | 44:54      |
| 6     | Monica Gunnarsson | SWE  | 45:09      |
| 7     | Jin Bingjie       | CHN  | 45:24      |
| 8     | Ann Peel          | CAN  | 45:27      |

Datum: 1. September 1987

### Hochsprung
| Platz | Athletin            | Land | Höhe (m) |
| ----- | ------------------- | ---- | -------- |
| 1     | Stefka Kostadinowa  | BUL  | 2,09 WR  |
| 2     | Tamara Bykowa       | URS  | 2,04     |
| 3     | Susanne Beyer       | GDR  | 1,99     |
| 4     | Silvia Costa        | CUB  | 1,96     |
| 5     | Larissa Kossizyna   | URS  | 1,96     |
| 6     | Heike Redetzky      | FRG  | 1,96     |
| 7     | Swetlana Issaewa    | BUL  | 1,93     |
| 8     | Louise Ritter       | USA  | 1,93     |
| 8     | Ljudmyla Awdjejenko | URS  | 1,93     |

Finale: 30. August 1987

### Weitsprung
| Platz | Athletin             | Land | Weite (m) |
| ----- | -------------------- | ---- | --------- |
| 1     | Jackie Joyner-Kersee | USA  | 7,36 CR   |
| 2     | Jelena Belewskaja    | URS  | 7,14      |
| 3     | Heike Drechsler      | GDR  | 7,13      |
| 4     | Helga Radtke         | GDR  | 7,01      |
| 5     | Galina Tschistjakowa | URS  | 6,99      |
| 6     | Irina Waljukewitsch  | URS  | 6,89      |
| 7     | Jennifer Inniss      | USA  | 6,80      |
| 8     | Nicole Boegman       | AUS  | 6,63      |

Finale: 4. September 1987

### Kugelstoßen
| Platz | Athletin            | Land | Weite (m) |
| ----- | ------------------- | ---- | --------- |
| 1     | Natalja Lissowskaja | URS  | 21,24 CR  |
| 2     | Kathrin Neimke      | GDR  | 21,21     |
| 3     | Ines Müller         | GDR  | 20,76     |
| 4     | Claudia Losch       | FRG  | 20,73     |
| 5     | Natalja Achrimenko  | URS  | 20,68     |
| 6     | Heike Hartwig       | GDR  | 20,63     |
| 7     | Li Meisu            | CHN  | 20,43     |
| 8     | Helena Fibingerová  | TCH  | 20,29     |

Finale: 5. September 1987

### Diskuswurf
| Platz | Athletin               | Land | Weite (m) |
| ----- | ---------------------- | ---- | --------- |
| 1     | Martina Hellmann       | GDR  | 71,62 CR  |
| 2     | Diana Gansky           | GDR  | 70,12     |
| 3     | Zwetanka Christowa     | BUL  | 68,82     |
| 4     | Ilke Wyludda           | GDR  | 68,20     |
| 5     | Swetla Mitkowa         | BUL  | 66,58     |
| 6     | Zdeňka Šilhavá         | TCH  | 64,82     |
| 7     | Laryssa Mychaltschenko | URS  | 64,72     |
| 8     | Mariana Lengyel        | ROM  | 62,30     |

Finale: 31. August 1987

### Speerwurf
| Platz | Athletin               | Land | Weite (m) |
| ----- | ---------------------- | ---- | --------- |
| 1     | Fatima Whitbread       | GBR  | 76,64 CR  |
| 2     | Petra Felke            | GDR  | 71,76     |
| 3     | Beate Peters           | FRG  | 68,82     |
| 4     | Tessa Sanderson        | GBR  | 67,54     |
| 5     | Susanne Jung           | GDR  | 67,46     |
| 6     | Tiina Lillak           | FIN  | 66,82     |
| 7     | Natallja Jermalowitsch | URS  | 65,52     |
| 8     | Ivonne Leal            | CUB  | 64,90     |

Finale: 6. September 1987

### Siebenkampf
| Platz | Athletin              | Land | Punkte  |
| ----- | --------------------- | ---- | ------- |
| 1     | Jackie Joyner-Kersee  | USA  | 7128 CR |
| 2     | Larissa Nikitina      | URS  | 6564    |
| 3     | Jane Frederick        | USA  | 6502    |
| 4     | Anke Behmer           | GDR  | 6460    |
| 5     | Liliana Năstase       | ROM  | 6325    |
| 6     | Marion Reichelt       | GDR  | 6296    |
| 7     | Marianna Maslennikowa | URS  | 6228    |
| 8     | Zhu Yuqing            | CHN  | 6211 AS |

Datum: 31. August und 1. September 1987

## Video
- Leichtathletik-Weltmeisterschaften 1987, Video veröffentlicht am 9. Juni 2016 auf youtube.com, abgerufen am 18. März 2020